# Fusa Tatsumi
Fusa Tatsumi (japonès: 巽 フ サ)  (Yao, 25 d'abril de 1907 - Yao, 12 de desembre de 2023) va ser una supercentenària japonesa. Des del 19 d'abril de 2022 fins a la seva mort va ser la persona viva més gran d'Àsia.
Es va casar amb Ryutaro Tatsumi el 1939. Va donar a llum el seu primer fill el 1941 i el segon el 1947. Fins als 56 anys va treballar a l'hort de la seva família. Va viure fins als 107 anys a la casa on havia nascut, fins que el 2013 va anar a la residència geriàtrica Hakuto de la ciutat de Kashiwara. El 2017 va celebrar el seu 110è aniversari amb una petita celebració. A 110 anys li agradava menjar bé i maquillar-se. Quan va complir els 115 anys, estava postrada al llit i tenia dificultats per a parlar.
Des de la mort de Kane Tanaka el 19 d'abril de 2022, Tatsumi va ser la dona asiàtica major en vida.